# 卡揚迪 (加利福尼亞州)
卡揚迪（英語：Kayandee）是位於美國加利福尼亞州克恩縣的一個非建制地區。該地的面積和人口皆未知。

## 地理
卡揚迪的座標為35°20′51″N 118°59′42″W / 35.34750°N 118.99500°W，而該地的平均海拔高度為121米（即397英尺）。